# Tombe de Salakhana
La tombe de Salakhana est une tombe de l'Égypte antique située dans l'antique Lycopolis, à Assiout, dans la vallée du Nil. Elle date du Moyen Empire et a appartenu à un nomarque de Lycopolis, Djefaihapy III qui aurait vécu vers le milieu de la XIIe dynastie.

## Historique
La tombe a été découverte en 1922 par Gerald Avery Wainwright, un égyptologue britannique. Cette découverte majeure est passée presque inaperçue à l'époque à cause de la découverte du tombeau de Toutânkhamon la même année.
L'égyptologue anglais Terence DuQuesne en a fait une étude complète en 2009 dans son livre, The Salakhana Trove.

## Mobilier funéraire
En 1922, Gerald Wainwright, sous la direction de Pierre Lacau, a découvert dans la tombe plus de six-cents stèles votives qui daterait de la XVIIIe à XXVIIe dynastie et qui étaient dédiées notamment au dieu Oupouaout. Ce dieu, qui était représenté comme un chacal debout ou bien comme un homme à tête de chacal (anthropomorphe), était particulièrement vénéré à Lycopolis. Ces stèles nous montrent bien la vie religieuse et personnelle à Lycopolis pendant cette période.
Dans cette tombe, une cinquantaine de figurines en argile représentant pour la plupart des chacals ainsi que des momies de chacals ont été découvertes.

## Description
Cette tombe est l'une des plus grandes du Moyen Empire et l'une de celles qui comportent le plus de stèles et autres objets rituels. Sa décoration est toutefois assez endommagée. Elle est nommée « tombe de Salakhana » car l'abattoir d'Assiout se trouve à côté de celle-ci.
La tombe possédait autrefois une cour extérieure, une salle à colonnes, d'une salle intérieure et un passage qui était voûté menant au sanctuaire.

## Conservation
Les stèles sont conservées dans les réserves du Musée égyptien du Caire.
En 2007, elles ont été l'objet principal d'une exposition sur les divinités chacals au musée du Caire.